# エドウィン・サムナー
エドウィン・ボーズ・サムナー（英: Edwin Vose Sumner、1797年1月30日-1863年3月21日）は、アメリカ陸軍の職業軍人であり、南北戦争では北軍の将軍となり、両軍併せても最年長の野戦軍団指揮官だった。その渾名は「ブル」（雄牛）あるいは「ブルの頭」であり、どちらもその轟き渡る声から来ており、またマスケット銃弾がサムナーの頭で跳ね返ったという伝説からも来ていた。
サムナーはブラック・ホーク戦争で戦い、米墨戦争で頭角を現し、西部辺境、および南北戦争の前半を東部戦線で戦った。半島方面作戦とその七日間の戦い、メリーランド方面作戦およびフレデリックスバーグの戦いを通じてポトマック軍の第2軍団を指揮した。

## 初期の経歴
サムナーはマサチューセッツ州ボストンで、エリシャ・サムナーとナンシー・ボス・サムナー夫妻の息子として生まれた。当初のミドルネームは母の少女時代の名前ボスであった可能性がある。1819年、ニューヨーク州トロイでの商人としての経歴に興味を失くした後で、3月3日に第2アメリカ歩兵連隊の少尉としてアメリカ陸軍に入った。1825年1月25日には中尉に昇進した。
サムナーは1822年3月31日にハンナ・ウィッカーシャム・フォスター（1804年-1880年）と結婚した。夫妻には6人の子供達、ナンシー、マーガレット・フォスター、サラ・モンゴメリー、メアリー・ヘロン、エドウィン・ボーズ・ジュニアおよびサミュエル・ストロー・サムナーが生まれた。息子のサミュエルは米西戦争、義和団の乱および米比戦争の時に陸軍の将軍だった。
サムナーは後にブラック・ホーク戦争や様々なインディアンに対する遠征に参加した。1833年3月4日、大尉の位に昇り、アメリカ合衆国議会がアメリカ竜騎兵連隊（後に第1アメリカ竜騎兵連隊）を創設して直ぐに、そのB中隊指揮を割り当てられた。
1838年、ペンシルベニア州カーライル兵舎で騎兵訓練施設を統率した。1842年から1845年はアイオワ準州アトキンソン砦の任務を割り当てられた。1846年6月30日に第2竜騎兵連隊の少佐に昇進した。米墨戦争のとき、セルロ・ゴードの戦いで中佐に名誉昇進した。モリノ・デル・レイの戦いでは、大佐の名誉階級を受けた。1848年7月23日に第1アメリカ竜騎兵連隊の中佐に昇進した。1851年から1853年はニューメキシコ準州の軍政府長官を務め、1855年3月3日に第1アメリカ竜騎兵連隊の大佐に昇進した。
1856年、サムナーはカンザス州レブンワース砦の指揮官となり、「血を流すカンザス」と呼ばれる事件に関わった。1857年、シャイアン族インディアンに対する遠征隊を指揮し、1858年には西部方面軍指揮官となった。ウィンフィールド・スコット中将がサムナーを指名して、大統領に選ばれたエイブラハム・リンカーンをイリノイ州スプリングフィールドからワシントンD.C.まで護衛させた。

## 南北戦争での従軍
1861年2月、デイビッド・E・トウィッグス准将が退任間近いジェームズ・ブキャナン大統領によって反逆罪で軍隊から解任され、3月12日、新たに就任したばかりのリンカーン大統領によって、サムナーがトウィッグスに代わり、3月16日付けで正規軍に3人しかいない准将の一人に指名された。サムナーはこうして脱退の危機により創設された北軍の最初の新将軍となった。続いてアルバート・ジョンストン准将に代わりカリフォルニア州の太平洋方面軍指揮に派遣され、1861年の南北戦争には関わりが無かった。
1861年11月、サムナーは1個師団を指揮するために東部に呼び戻され、1862年5月5日には北軍の少将に昇進した。3月にジョージ・マクレラン少将がポトマック軍の編成を始めたとき、サムナーはその新しい軍団の一つの指揮を与えられた。マクレランは当初その軍隊に軍団を作っていなかったが、サムナーはその年功に基づきリンカーンが選んだ5人の軍団指揮官の一人となった。サムナーが指揮した第2軍団にはダライアス・コウチ、ウィンフィールド・スコット・ハンコックおよびアンドリュー・A・ハンフリーズが居り、東部戦線でも最善の軍団の一つという評判に相応しいものだった。ポトマック軍の中でも最年長の将軍であるサムナーは、半島方面作戦とその七日間の戦いを通じて軍団を率いた。
マクレランは緒戦の1862年5月5日、ウィリアムズバーグの戦いのときにサムナーについては芳しくない評価を抱いた。マクレランが不在の間に、サムナーは引き分けに終わった戦いを統率し、それで南軍が半島を遡って後退することを阻止できなかった。マクレランはその妻に宛てて「サムナーは想像していたよりも偉大な馬鹿であることを証明し、我が軍を敗北させる愚か者となろうとしている。」と書き送った。しかし、セブンパインズの戦いの時は、サムナーの独創で雨で脹れ上がって危険だったチカホミニー川を渉って援軍を送り、北軍にとっての大惨事を防いだ。セブンパインズでの勇敢さに対し、正規軍の少将に名誉昇進した。この栄誉にも拘わらず、七日間の北軍退却の間、マクレランはサムナーが最上位の軍団指揮官であることを知りながら、自分が不在の時もサムナーを副指揮官に指名しようとしなかった。サムナーはグレンデイルの戦いで腕と手を負傷した。
1862年の秋、アンティータムの戦いで、サムナーは論争の中心となった。ウェストウッドに向けてジョン・セジウィック准将師団に命じた朝の攻撃は南軍の反撃によって壊滅された。セジウィック隊は大いに混乱しての退却を強いられて出発点に戻るしか無く、2,200名の損失を出した。サムナーは歴史家の大半から、その「向こう見ずな」攻撃、他の軍団指揮官と協調していなかったこと、セジウィックの師団に同行して他の攻撃師団の統制ができていなかったこと、攻撃前に適切な偵察をしていなかったこと、および異常な戦闘隊形を選んだことで南軍が側面を衝く反撃を有効にしてしまったことで非難された。しかし、歴史家のM・V・アームストロングの最近の研究では、サムナーは適切な偵察を行っており、彼が攻撃を行ったところでの決断はその時得ていた情報によって正当化されると結論づけていた。
アンブローズ・バーンサイド少将がポトマック軍指揮を引き継いだときに、軍団を集めて「大師団」を作り、サムナーを右大師団指揮官に指名した。この任務にあったときに、古参騎兵（サムナーのこと）は大惨事となったフレデリックスバーグの戦いに参戦し、メアリー高地の防御を施した敵陣地に正面攻撃を掛け、その第2軍団が大きな損失を蒙った。
その後間もなく、ジョセフ・フッカー少将がポトマック軍指揮を任され、サムナーは自発的に解任された。サムナーはその後、ミズーリ方面軍指揮官に指名されたが、翌年の春まで指揮を執ることは無かった。サムナーはニューヨーク州シラキュースの娘の家に行き、そこで心臓発作のために1863年3月21日に死んだ。

## 墓
サムナーはシラキュースのオークウッド墓地第1区画第8房に埋葬されている。ティール家の話の一部として、この墓地は構造的な問題があり破損の可能性がある。現在、オノンダガ郡南北戦争円卓会議が墓地とその地域の修復のための資金を募っている。

### アメリカ合衆国議会図書館の文書
- Letter from Sumner to Abraham L incoln, December 17, 1860, stating that he has permission to accompany Lincoln on his trip to Washington.
- Letter from Sumner to John G. Nicolay, January 20, 1861, stating that he will accompany Lincoln on his journey to Washington.
- Letter from Sumner to Abraham Lincoln, January 20, 1861, recommending Judge Edward Bates for Secretary of War.
- Letter from David Davis to Abraham Lincoln, March 6, 1861, recommending that Colonel Sumner be promoted.
- Telegram From Sumner to wife, December 11, 1862, reporting the capture of Fredericksburg.
- Letter from Sumner to Abraham Lincoln, January 10, 1863, seeking appointment to West Point for his grandson.
- Resolution honoring General Edwin Sumner, from the New York Legislature to Abraham Lincoln, March 23, 1863.
- Senate bill to increase the pension of Mrs. Hannah W. Sumner, March 11, 1872
- Senate bill to increase the pension of Mrs. Hannah W. Sumner, April 25, 1872

| 先代 新設 | 第2軍団指揮官 1862年3月13日 - 10月7日 | 次代 ダライアス・コウチ |